# インターネット・ムービー・ファイアアームズ・データベース
インターネット・ムービー・ファイアアームズ・データベース（Internet Movie Firearms Database（IMFDb））は、映画やテレビ番組、コンピュータゲーム、アニメといった映像作品に登場する銃器のオンライン・データベースである。

## 概要
さしずめ銃器に特化した「インターネット・ムービー・データベース（IMDb）」の趣であり、同様のサイトとして自動車やバイク等の乗り物に特化した「インターネット・ムービー・カーズ・データベース（IMCDb）」と航空機に特化した「インターネット・ムービー・プレーン・データベース（IMPDb）」が存在する。ただし運営者はいずれも別人であり直接の関係はない。
サイト構築にはMediaWikiが利用されている。記事は作品ごとに1ページで構成され、資料写真や作中のスクリーンショットを交えて登場銃器が紹介されている。各銃器のリンクから他の登場作品を閲覧したり、俳優や一部のキャラクター、例えばジェームズ・ボンドが使用した銃器を一覧することもできる。
IMFDbは雑誌の『アメリカン・ライフルマン』
や『トゥルー・ウエスト・マガジン』、テレビ番組の『アウトドア・チャンネル』などでも度々引用されてきた。ラスベガスの一部の射撃場オーナーたちは、顧客から映画やドラマに登場した銃をリクエストされた際に、IMFDbを参照し情報源として利用している。

## 歴史
IMFDbは2007年Bunniにより立ち上げられた。当初はハリウッド映画のみが対象で、開始直後は『マトリックス』、『プラトーン』、『パルプ・フィクション』などごく僅かな映画のページしかなかった。6月からはテレビ番組も対象に加え、やがてコンピュータゲームとアニメも対象としページを増やしていった。
2020年8月1日時点でデータベースはおよそ、映画5,600件、テレビ番組1,500件、ビデオゲーム600件、アニメ300件を数えるまでに至った。

## ルール

### 除外
データベースの対象とされない銃器カテゴリのひとつが架空の銃器である。例えばレーザー銃、プラズマ砲や、光子砲などの現代科学を超越した空想武器は基本的にデータベースからは除外される。その他の除外対象として大陸間弾道ミサイルのような巨大破壊兵器がある。データベースはあくまで銃やランチャー、グレネードなど小型の銃器が対象である。
対象銃器であっても、劇中言及されるのみで実物が映像には登場しなかったり、劇中で映されたテレビやPCの画面内やCGでの登場に止まる場合は掲載対象とならない。素人による自主制作映画はそもそも作品として対象外である。

### 例外
架空の銃のうち除外に当てはまらない例外として、実銃をベースに改造・製作された銃がある。端的な例として『スター・ウォーズシリーズ』に登場する「ブラスター」が挙げられる。劇中ではレーザー光線を発する設定だが、銃本体のベースは実在するイギリスのサブマシンガン「スターリング」である。もう一つの例は1999年の映画『ワイルド・ワイルド・ウエスト』に登場する自動回転式のガトリング砲である。実在のガトリング砲を映画用に改造したものであり、現実世界では映画の舞台となる1869年当時は手動式しか実用化されていなかった。
また主にコンピュータゲームやアニメ、一部のSF映画では、実銃や既存のテクノロジーあるいはその進化形態を表現した銃器は、単なる空想とは区別し実現可能性のある銃器として掲載される場合がある。例えば『スタートレック ファーストコンタクト』のページには実在する2種の銃のみで、「フェイザー」などの典型的な空想未来兵器は一切掲載されていないが、『スターシップ・トゥルーパーズ』では、現代兵器をモチーフとした近未来兵器モリタ製ライフルのうち、改造ベースとなる銃が存在しない完全なハリボテのプロップ「Morita MK II Advanced Systems Rifle」も掲載されている。『AKIRA』においても、現実的な実弾を発射する銃器に加え、架空のポータブルレーザー砲が掲載されている。
その他撮影に際し、トラクターなどに大掛かりな改造を加えて戦車や装甲車両に似せられた車両は取り上げられる事がある。